# 安妮·坎贝尔-奥德
安妮·格雷丝·坎贝尔-奥德（英語：Annie Grace Campbell-Orde，1995年10月5日—），英国女子赛艇运动员。她曾代表英国参加2024年夏季奥林匹克运动会赛艇比赛，获得女子八人单桨有舵手铜牌。